# Saint-Denis-le-Vêtu
Saint-Denis-le-Vêtu è un comune francese di 624 abitanti situato nel dipartimento della Manica nella regione della Normandia.

## Società

### Evoluzione demografica
Abitanti censiti